# Viktor Černov
Viktor Michajlovič Černov (rusky Ви́ктор Миха́йлович Черно́в; 25. listopadujul./ 7. prosince 1873greg., Chvalynsk – 15. dubna 1952, New York) byl ruský revolucionář, politik, spisovatel, žurnalista, filosof a spoluzakladatel strany socialistů-revolucionářů.

## Život

### Mládí
Viktor Černov se narodil ve Chvalynsku v rodině úředníka. Poměrně brzy zemřela jeho matka. Studoval na Saratovském gymnáziu a seznámil se s díly Nikolaje Dobroljubova a Nikolaje Michajlovského, které na něho měly velký vliv.
Na Moskevské univerzitě studoval Černov práva. Po roce 1890 se stal revolucionářem. Na univerzitě propagoval marxismus a díla Tolstého a Dostojevského.

### Revolucionář
Na začátku roku 1890 přistoupil Černov k narodnikům, kde se setkal s Michajlovským a podporoval křesťanský socialismus.
V 1894 roce působil Černov v ilegální organizaci Národní právo, vedené revolucionářem a budoucím kolegou Markem Natansonem. Za účast v organizaci byl Černov zatčen a poslán do Petropavlovské pevnosti, kde strávil půl roku. Po propuštění byl poslán do rodného domova.

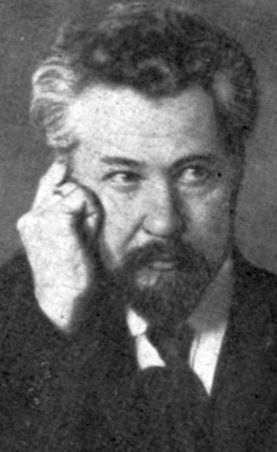
Viktor Černov

Roku 1895 odešel Černov do Tambova, kde propagoval své myšlenky v celé Tambovské oblasti. Roku 1899 odešel do Švýcarska.
Černov se v roce 1902 stal jeden ze zakládajících členů strany socialistů-revolucionářů. Tentýž rok se stal editorem novin Revoluční Rusko.
Do Ruska se vrátil roku 1905 po neúspěšné revoluci. Ve druhých volbách do Dumy Černov vyhrál a stal se vůdcem eserů.

### Revoluce a emigrace
Po únorové revoluci byl Černov ministrem zemědělství v prozatímní Kerenského vládě. Ve volbách v ústavodárném shromáždění strany Eserů obdržel většinu hlasů, mnozí byli dokonce přesvědčeni, že Černov se stane novým předsedou vlády.
V roce 1918 začal Černov bojovat s bolševiky. Roku 1920 emigroval a postupně žil v Estonsku a Německu. V letech 1921–1939 pobýval v Československu, kde se spřátelil s Masarykem a Benešem. V ČSR se začal živit jako spisovatel a kritik SSSR.
Těsně před příchodem německých vojsk do Prahy odešel Černov do Paříže. Odtud odjel roku 1940 na ostrov Oléron, a potom do Portugalska, odkud roku 1941 emigroval do USA. Usadil se v New Yorku, kde také 15. dubna 1952 zemřel.